# Wondiye Fikre Indelbu
Wondiye Fikre Indelbu es un deportista etíope que compitió en atletismo adaptado. Ganó una medalla de plata en los Juegos Paralímpicos de Londres 2012 en la prueba de 1500 m (clase T46).

## Palmarés internacional
| Juegos Paralímpicos | Juegos Paralímpicos   | Juegos Paralímpicos | Juegos Paralímpicos |
| Año                 | Lugar                 | Medalla             | Prueba              |
| ------------------- | --------------------- | ------------------- | ------------------- |
| 2012                | Londres (Reino Unido) | Medalla de plata    | 1500 m T46          |